# Hedydipna
Genre
Hedydipna est un genre de passereaux de la famille des Nectariniidae. Il se trouve à l'état naturel en Afrique,,, et dans la péninsule arabique.

## Liste des espèces
Selon la classification de référence du Congrès ornithologique international (version 8.1, 2018) :
- Hedydipna collaris (Vieillot, 1819) — Souimanga à collier
  - Hedydipna collaris collaris (Vieillot, 1819)
  - Hedydipna collaris djamdjamensis (Benson, 1942)
  - Hedydipna collaris elachior (Mearns, 1910)
  - Hedydipna collaris garguensis (Mearns, 1915)
  - Hedydipna collaris hypodila (Jardine & Fraser, 1852)
  - Hedydipna collaris somereni (Chapin, 1949)
  - Hedydipna collaris subcollaris (Hartlaub, 1857)
  - Hedydipna collaris zambesiana (Shelley, 1876)
  - Hedydipna collaris zuluensis (Roberts, 1931)
- Hedydipna metallica (Lichtenstein, MHK, 1823) — Souimanga du Nil, Souimanga éclatant
- Hedydipna pallidigaster (Sclater, WL & Moreau, 1935) — Souimanga d'Amani, Souimanga pâle
- Hedydipna platura (Vieillot, 1819) — Souimanga pygmée, Petit Souimanga à longue queue, Souimanga nain, Souimanga pygmée à longue queue